# El Puerto de Santa María
El Puerto de Santa María ist eine Gemeinde in Südspanien an der Mündung des Río Guadalete in der Comarca Bahía de Cádiz (Bucht von Cádiz). Die Stadt bildet das südliche Ende des „Sherry-Dreiecks“.
Die Einheimischen bezeichnen den Ort meist lediglich als „El Puerto“. Viele Einwohner Sevillas und Madrids verbringen aufgrund des frischeren Küstenklimas ihre Sommerurlaube hier. In der Stadt befinden sich viele der Sherry-Bodegas (u. a. 501, Terry, Osborne) sowie viele „Freidurias“ und „Cocederos“, in denen Meeresfrüchte frittiert und gekocht zum Direktverzehr angeboten werden.
Die Stadt war Ausgangspunkt der zweiten Amerikaexpedition von Christoph Kolumbus.
Die Stiftung Luis Goytisolo, situiert im Rokoko-Palast Palacio de Villarreal y Purullena aus dem 18. Jahrhundert, organisiert jährliche Symposien über die spanische Gegenwartserzählung. Der Ort hat eine größere Corrida-de-Toros-Arena nahe dem Stadtzentrum. 

## Verkehr

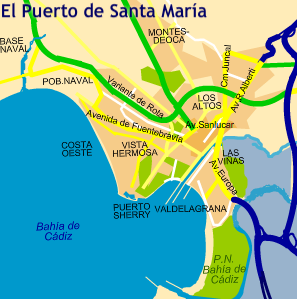
Stadtplan von El Puerto de Santa María

El Puerto de Santa Maria wird durch mehrere Katamaranschiffe an die Provinzhauptstadt Cádiz sowie an den Badeort Rota angebunden. Von 1955 bis 2011 verkehrte auf der Linie El Puerto - Cádiz auch das Motorschiff Adriano III, das als „Vaporcito“ (Dampferchen) bekannt und beliebt war, auch durch Lieder und Filme populär war und 2001 von der andalusischen Regierung zum Kulturerbe erklärt wurde. Es sank während eines Anlegemanövers in Cádiz im August 2011; es bestehen aber Pläne zu einer Reparatur.
El Puerto de Santa Maria liegt an der Bahnlinie Sevilla–Cadiz und ist an den Regional-Schienenverkehr zwischen Cádiz und Jerez de la Frontera angeschlossen. Überlandbusverbindungen werden von mehreren Gesellschaften angeboten.

## Söhne und Töchter der Stadt
- Francisco de Eliza (1759–1825), Marineoffizier, Seefahrer und Entdecker
- Tomás Osborne Böhl von Faber, Leiter der Bodega Osborne und Erbauer der Stierkampfarena in El Puerto de Santa María
- Miguel García Granados Zavala (1809–1878), guatemaltekischer General und Präsident
- Francisco Lameyer (1825–1877), Grafiker, Maler, Radierer, Meisterzeichner, Soldat und Reisender
- Juan Nicolás Conde de Osborne, Diplomat (1869 Nobilitierung zum Grafen (Conde))
- António Sebastião Valente (1846–1908), portugiesischer Geistlicher, Erzbischof von Goa
- Rafael Alberti (1902–1999), Dichter
- Manolo Prieto Benitez (1912–1991), Maler, Zeichner und Medailleur, entwarf den „Toro de Osborne“
- Javier Ruibal (* 1955), Musiker und Sänger
- José Manuel Pinto (* 1975), Fußballspieler
- Joaquín Sánchez Rodríguez (* 1981), Fußballspieler
- Bienve Marañón (* 1986), Fußballspieler
- Carli de Murga (* 1988), Fußballspieler
- Nono (* 1993), Fußballspieler
- Ricardo Ojeda Lara (* 1993), Tennisspieler
- Juan Lebrón (* 1995), Padelspieler